# Tagant
Tagant is een regio in Centraal-Mauritanië. Met ruim 95.000 vierkante kilometer is Tagant de op drie na grootste regio van Mauritanië. In 2005 telde het gebied bijna 80.000 inwoners. De regionale hoofdstad is Tidjikdja.

## Grenzen
Als centraal gelegen regio heeft Tagant enkel grenzen met deze vijf andere regio's:
- Adrar in het noorden.
- Hodh Ech Chargui in het oosten.
- Hodh El Gharbi in het zuidoosten.
- Assaba in het zuidwesten.
- Brakna in het westen.

## Districten
De regio is onderverdeeld in drie departementen:
- Moudjéria
- Tichitt
- Tidjikja

Adrar · Assaba · Brakna · Dakhlet Nouadhibou · Gorgol · Guidimakha · Hodh Ech Chargui · Inchiri · Nouakchott · Tagant · Tiris Zemmour · Trarza · Nouakchott (district)